# 富岡原始福德祠
24°55′59″N 121°04′55″E / 24.933036°N 121.081860°E
富岡原始福德祠，又稱伯公岡原始福德祠，位於臺灣桃園市楊梅區富豐里，被認為是富岡（伯公岡）最早的土地祠。

## 歷史

### 早期
富岡原始福德祠位在富豐南路109巷12弄，因估計嘉慶年間就立石祭拜，而被認為是富岡最早的土地祠。1929年，伯公岡車站建立後，周圍因作為楊梅、新屋、觀音穀物的集中轉運、加工處，逐漸發展形成富岡市區。在北方的市區居民因感到要越軌去祭拜富岡原始福德祠不便，因此1929年改於在市區的龍王井上建立大井頭福德宮。據富豐里長徐石全說，信徒曾想請富岡原始福德祠的土地公分靈到大井頭福德祠供奉，但卻一直未獲聖筊。民眾為了保護1929年建的富岡原始福德祠舊廟身，於基地上興建一間更大的平面屋頂，刻意將舊廟鑲嵌於新廟圍牆上。

### 近期
富岡原始福德祠的廟地為信徒向地主以穀換地取得，雖有立字據，卻未登記過戶。2003年12月18日，湖口往楊梅的富豐南路開通，當地交通才因此改善。之後，大成集團計畫以富岡9,000坪土地作為擴廠。該公司便向富岡原始福德祠原地主後代購得此廟地以作開發，規劃將廟身遷移約10公尺。為就地保留此土地祠，民眾於2023年9月21日提出列為古蹟。

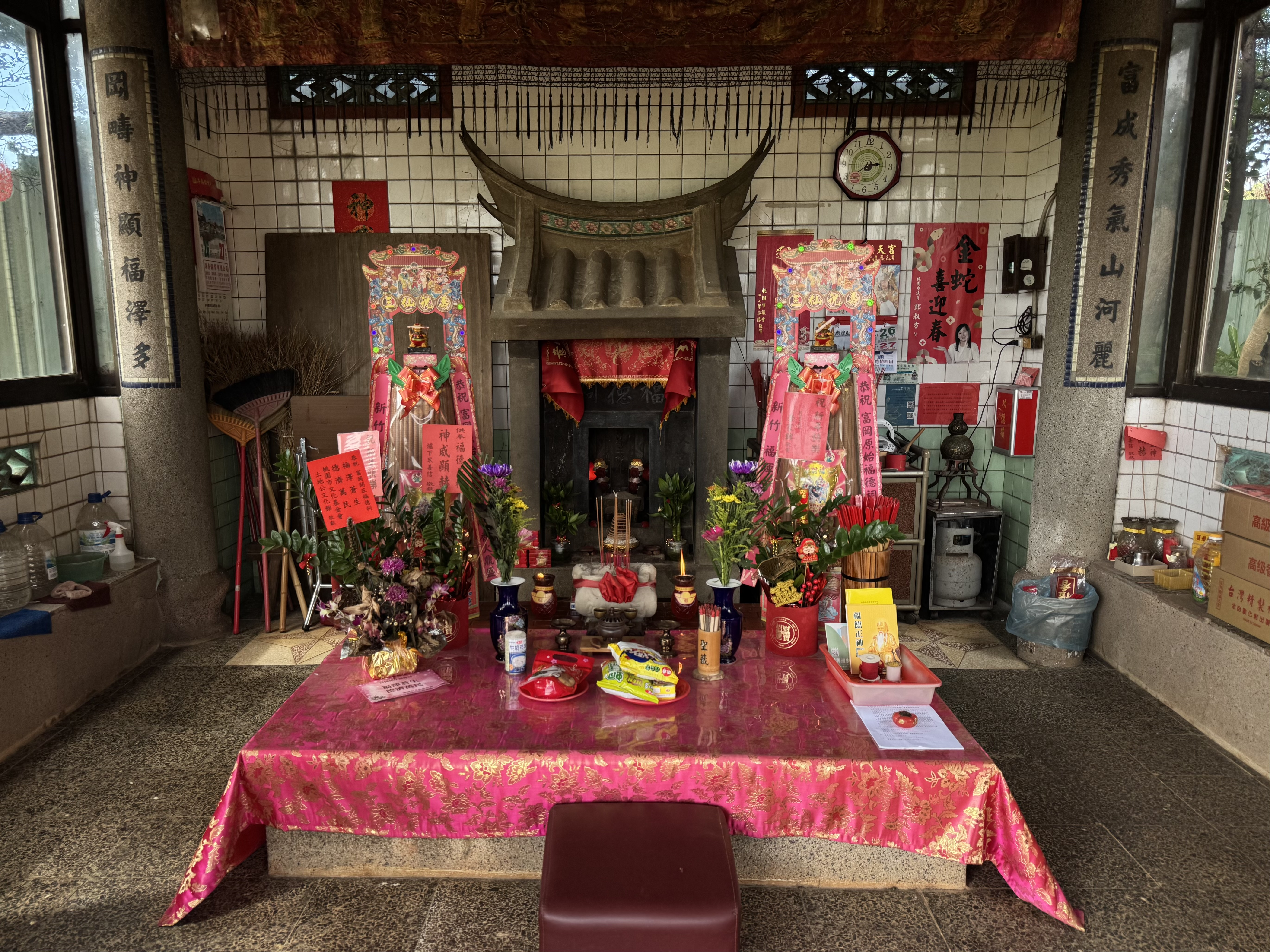
富岡原始伯公舊廟

2023年11月17日，桃園市政府文化局邀集文資委員前往會勘，當場決定列冊追蹤。此廟也引起時任桃園市副市長蘇俊賓在2025年3月1日關心，表示當地學校師生非常重視伯公岡原始福德祠這個文化資產。2025年5月8日，文化局舉行出入道路研商會議，與大成集團釐清相關土地、都市計畫，以助取得共識。